# Susanne Dengler
Susanne Dengler (Sankt Pölten, 6 juni 1962) is een Oostenrijks musical- en operettezangeres die in Nederland woont en werkt.

## Opleiding
Dengler behaalde haar gymnasiumdiploma in 1983 in Krems aan het Bundesrealgymnasium en deed daarna de pedagogische academie aldaar. Hierna ging zij studeren aan het Conservatorium van Wenen en behaalde haar diploma cum laude in musical en operette. Zij kreeg zang bij Christine Schwarz en Lis Malina ( boek Voice in Progress) en toneel bij Lilo Mrazek. Ze studeerde tevens aan de Hogeschool voor de Kunsten in Wenen dans bij de choreograaf Sam Cayne. Hierna werd zij actief als musicalzangeres in Duitsland en Oostenrijk.
Zij volgde de opleiding basisschoolleraar aan de Marnix Academie in Utrecht en behaalde daar haar diploma. Van 2013 tot 2015 studeerde Susanne aan de Hogeschool in Utrecht docent Duits waar zij in april 2015 afstudeerde.

## Musical en operette
Haar carrière begon met een comedyshow in het Weense K&K theater. Hierna kreeg zij de rol van Louise in de musical The Fantasticks. Vele andere rollen volgden waaronder die van Fantine in Les Miserables in Wenen en Ilona in de operette Sissy. Ook had zij de rol van Gumbie Cat in de musical Cats en de hoofdrol Sally Bowles in Cabaret. Hierna volgden de titelrol in de musical Evita in de twee Duitse producties die ze meer dan honderdmaal opvoerde. Ze is hierdoor bekend geworden als een van "de" Evita's in zowel Duitsland en Oostenrijk.

## Zangeres en televisie
Als zangeres trad Dengler voor zowel de Duitse als de Oostenrijkse televisie op in het begin van de jaren negentig als stergast in de programma's Gut gebrüllt Löwe en aan de zijde van Bill Ramsey en Peter Kraus in Wer lacht, gewinnt.

## Huidige werkzaamheden
Na haar actieve musicalcarrière verhuisde Dengler naar Nederland waar zij samen met de Nederlandse dirigent Koen Schoots twee kinderen kreeg. Ze was vijf jaar lang actief als docent musical in Nederland. Zij is zangcoach en zangdocent en werkte van 2002 tot en met 2013 als leraar in het basisonderwijs. Van 2012 tot 2018 werkte Dengler als docent Duits op het Goois Lyceum in Bussum. Sinds 2017 werkzaam op het Albeda College in Rotterdam als docent Duits en docent Personal Branding.

## Musicals
- Louise in The Fantasticks, Sommertheater Stockerau, Oostenrijk en tournee in Duitsland, Zwitserland en Oostenrijk, 1990
- Fantine in Les Misérables, Vereinigte Bühnen, Wenen, Oostenrijk, 1990
- Ilona in Sissy, Sommer Festspiele Bad Ischl, Oostenrijk 1992
- Jenny/Gumbie en Jelly/Griddlebone in Cats, Operettenhaus Hamburg, Duitsland 1992-1994
- Sally Bowles in Cabaret, Schmidts Tivoli, Hamburg, Duitsland 1993-1994
- Vi Petty in Buddy, Neue Metropol Theater, Hamburg, Duitsland, 1994-1995
- Evita in Evita, Duitse première 1 februari 1997, Schillertheater NRW in het Musiktheater Gelsenkirchen, Duitsland.
- Evita in Evita, Schillertheater NRW, 1998 - 1999 in het Musiktheater Gelsenkirchen, Duitsland.
- Evita in Evita, 1999, Hildesheim, Duitsland.
- Lisa in Jekyll & Hyde, Duitse première op 19 februari 1999 t/m 31 december 2000, Musicaltheater Bremen, Duitsland (tevens vertaling libretto van haar hand)
- Aldonza in Der Mann von La Mancha, Hildesheim 2000-2001, Duitsland
- Fantine in Les Miserables, Chemnitz, Duitsland, 2003
- Evita in Evita, Annaberg/Buchholz, Duitsland, 2006

## Opera en operette
- Akelei in kinderopera Quirl, Carintische Sommer Villach, Oostenrijk, 1989
- Hoofdrol Josepha in operette Im Weissen Rössl van Ralph Benatzky, Tecklenburg, Duitsland 2001

## Cabaret
- Programma Aber nun zu etwas ganz anderem, K&K Theater, Wenen, Oostenrijk, 1989 onder regie van Werner Sobotka
- Vrouwelijke rol in Cabaret Auf der Schaufel mit Erwin Steinhauer, verschillende theaters in Wenen, Oostenrijk en tournee Oostenrijk, 1989-1990
- Soloprogramma Splitting Images, verschillende theaters in Wenen, Oostenrijk, 1991-1992

## Concerten
- Musical Meets Opera and Ballet, Nederland 2002

## Televisie en film
- Aber Nun Zu Etwas - televisieserie, ORF, Oostenrijk, 1989
- Don't walk around in the nude - televisiefilm, ORF, Oostenrijk, 1989
- Comedy Express - televisieserie, ORF, Oostenrijk, 1989
- Fröhlich im Herbst - zangprogramma - ORF, Oostenrijk, 1990
- Wer Lacht Gewinnt, celebrity guest in spelprogramma, ARD en ORF, Duitsland/Oostenrijk, 1992
- Gut Gebrüllt Löwe, celebrity guest in showprogramma, ARD en ORF, Duitsland/Oostenrijk, 1992

2023: Susanne was deelnemer in seizoen 3 van het televisieprogramma B&B vol liefde.

## Plaatopnamen
- Jekyll and Hide, Lisa, Original Bremen Cast, 2001
- Tenoriginals, backing vocals, Florian Schneider solo-cd, Zwitserland 1994
- Buddy, leadsinger en backing vocals, Original Hamburg Cast, Columbia Records (Sony Music) 1998
- Susanne 4 U, solo cd, Nederland 2002

## Vertalingen
- Musical Jekyll & Hyde, vertaling van Engels naar Duits
- Musical Romeo & Julia, vertaling van Engels naar Duits